# Philippe Candau
Philippe Candau (né le 4 septembre 1934 à Morcenx) est un athlète français, spécialiste du 110 mètres haies.

## Biographie
Il remporte la médaille d'or des Jeux méditerranéens de 1955 à Barcelone, devançant ses compatriotes Jacques Dohen et Jean-Claude Bernard.
En 1983, il crée l'Association Française des Internationaux Golfeurs (AFIG) avec trois autres sportifs de haut niveau férus de golf : Georges DAMITIO (Athlétisme), Jean GACHASSIN (Rugby) et Gaëtan MOURGUE d'ALGUE (Golf).